# 2019 en France
Chronologie de la France
- 2015
- 2016
- 2017
- 2018
- 2019
- 2020
- 2021
- 2022
- 2023

2017 en Europe - 2018 en Europe - 2019 en Europe - 2020 en Europe - 2021 en Europe
Cette page présente les faits marquants de l'année 2019 en France.

## Événements

### Janvier
- Le prélèvement à la source de l'impôt sur le revenu entre en vigueur.
- 12 janvier : une explosion accidentelle de gaz dans une boulangerie rue de Trévise à Paris fait quatre morts[1].
- 14 janvier : le Centre hospitalier universitaire de Brest devient le premier hôpital au monde à se doter d'un TEP Scan, beaucoup plus efficace et rapide que les scanners IRM classiques[2].
- 15 janvier : lancement du grand débat national.
- 18 janvier : Roch-Olivier Maistre est nommé président du CSA français par Emmanuel Macron, succédant ainsi à Olivier Schrameck[3].
- 21 janvier : le Piper PA-46 Malibu transportant le footballeur argentin Emiliano Sala et son pilote David Ibbotson s’abîme dans la Manche.
- 22 janvier : signature à Aix-la-Chapelle du traité sur la coopération et l’intégration franco-allemandes, 56 ans jour pour jour après la signature du traité de l'Élysée.
- 28 janvier : les locaux de la radio France Bleu Isère à Grenoble sont détruits dans la nuit par un incendie criminel[4].
- 31 janvier : présentation à Annecy-le-Vieux de la Lazareth LMV 496, la première moto volante capable de rouler[5],[6].

### Février
- 5 février : un incendie probablement criminel, rue Erlanger à Paris 16e, fait dix morts[7].
- 6 février : le député de Maine-et-Loire Matthieu Orphelin, proche de l'ancien ministre de l'écologie Nicolas Hulot qui avait démissionné en 2018 pour protester contre la politique écologique du gouvernement qu'il jugeait insuffisante, quitte le groupe parlementaire LREM pour protester pour les mêmes raisons.
- 7 février : à la suite des tensions diplomatiques croissantes entre le gouvernement français et le gouvernement italien, l'ambassadeur de France en Italie Christian Masset est rappelé en France. La réouverture de l'ambassade est annoncée le 15 février.
- 8 février : Victoires de la musique à La Seine musicale (Boulogne-Billancourt).
- 14 février : douze ans après sa mise en service, Airbus annonce l'arrêt de la production de l’A380 et la fin des livraisons en 2021.
- 16 février : Le film franco-israélien Synonymes de Nadav Lapid remporte l'Ours d'or de la Berlinale 2019.
- 19 février : Alexandre Benalla (proche d'Emmanuel Macron) est placé en détention provisoire (à la prison de la Santé) pour avoir violé le contrôle judiciaire dont il faisait l'objet dans le cadre de l'affaire qui porte son nom[8] ; le parquet général de Paris annonce sa remise en liberté le 26[9].
- 20 février : à l'occasion du dîner du CRIF, le président de la République Emmanuel Macron se déclare favorable à la pénalisation de l'antisionisme (en l'intégrant dans la définition juridique de l'antisémitisme) ainsi qu'à l'interdiction d'utiliser les réseaux sociaux pour les personnes reconnues coupables d'y avoir tenu des propos haineux[10].
- 22 février : 44e cérémonie des César à Paris.
- 26 février : nouvelle polémique autour du voile islamique en France après que la marque Decathlon a annoncé vouloir commercialiser un "hijab de running"[11].
- 28 février : l'Académie française approuve un rapport énonçant qu'il n'existe aucun obstacle de principe à la féminisation des noms de métiers et de professions en français.

### Mars
- 2 au 6 mars : émeutes à Grenoble.
- 7 mars : Nicolas Florian est élu maire de Bordeaux, afin de remplacer Alain Juppé qui est entré au Conseil constitutionnel.
- 12 mars :
  - naufrage du cargo « Ro-Ro » italien Grande America à environ 333 km de la côte atlantique française, menaçant celle-ci d'une marée noire.
  - la direction générale de l'Aviation civile interdit aux Boeing 737 MAX (8 et 9) tout vol commercial dans l'espace aérien français après le crash du vol 302 Ethiopian Airlines, survenu deux jours auparavant[12].
- 15-16 mars : « Marche du siècle » pour le climat dans plusieurs villes.
- 18 mars : limogeage du préfet de police de Paris Michel Delpuech à cause de sa gestion d'une émeute s'étant produite le 16 mars sur l'Avenue des Champs-Élysées, remplacé par Didier Lallement.
- 20 mars : un séisme de magnitude 4,7 à 5,0 frappe la région du Grand Sud-Ouest français.
- 27 mars : Nathalie Loiseau, Benjamin Griveaux et Mounir Mahjoubi quittent le gouvernement Édouard Philippe.
- 31 mars : Amélie de Montchalin, Sibeth Ndiaye et Cédric O entrent au gouvernement en remplacement des trois précédents.

### Avril
- 13 au 15 avril : Fortes gelées tardives préjudiciables pour la végétation et les cultures.
- 15 avril : un important incendie ravage la cathédrale Notre-Dame de Paris[13].

### Mai
- 13 mai : Molières 2019 à Paris.
- 14 mai : à Paris, hommage national à Cédric de Pierrepont et Alain Bertoncello, militaires tués lors du combat de Gorom-Gorom.
- 14 au 25 mai : Festival de Cannes.
- 24 mai : L'explosion d'un colis piégé rue Victor-Hugo à Lyon fait 14 blessés ; le terroriste présumé sera interpellé par la police le 27 mai.
- 26 mai : élections européennes : en France, l'extrême-droite du RN remporte les élections avec 23.31% des votes et l'obtention de 22 sièges d'eurodéputés[14], suivi par l'alliance gouvernementale de centre et de droite libérale LREM-MoDem avec 22.41% des voix et 21 sièges[14] ; percée surprise des écologistes d'Europe Écologie Les Verts qui arrivent en troisième avec 13.47% des voix (alors qu'ils étaient donnés par les sondages cinquièmes avec entre 7% et 9% des voix prévues) et 12 sièges[14], et effondrement surprise de la droite conservatrice des Républicains[14].

### Juin
- 6 juin : commémorations à l'occasion du 75e anniversaire du débarquement de Normandie.
- 6 au 16 juin : Armada 2019 à Rouen.
- 7 juin : début de la Coupe du monde féminine de football.
- 22 juin : début de l'Affaire Steve Maia Caniço après la disparition de ce dernier à la suite d'une charge de la police contre un groupe de fêtards.
- 24 juin - 8 juillet : la France entre autres est touchée par la canicule européenne précoce, des records absolus de température sont battus.
- 28 juin : l'équipe de France féminine de football est éliminée en quarts de finale par les États-Unis (1-2).
- 28 juin : Le Diplôme national du Brevet est déplacé début Juillet en raison de la canicule.

### Juillet
- Michaël Gryndberg expérimente avec succès une technique de fécondation in-vitro à partir d'ovocytes immatures et vitrifiés, destinée à aider les femmes rendues stériles par des traitements contre le cancer, un enfant naît de cette méthode, ce qui est une première dans les domaines de la médecine de la reproduction et de l'oncologie[15].
- 6 au 28 juillet : Tour de France, remporté par le coureur cycliste colombien Egan Bernal.
- 7 juillet : fin de la Coupe du monde féminine de football.
- 11 juillet : après une décennie, fin de l'affaire Vincent Lambert à la suite du décès physique de ce-dernier, qui était en état de mort cérébrale depuis 10 ans.
- 16 juillet : démission du ministre de la Transition écologique et solidaire François de Rugy à la suite de révélations de Mediapart sur son utilisation de fonds publics (septième démission d'un ministre de l'écologie français en sept ans) ; Élisabeth Borne lui succède.
- 18 juillet : Europe 1 signe sa plus faible performance historique, se retrouvant battue par France Inter, RTL, NRJ, France Info, RMC, Skyrock, France Bleu et Nostalgie[16].
- 22 au 26 juillet : un nouvel épisode de canicule touche la France (ainsi qu'une partie de l'Europe), des records absolus de température sont battus.

### Août
- 4 août : l'inventeur français Franky Zapata devient la première personne à réussir à survoler La Manche sur sa propre invention, le Flyboard Air.
- 15 août : célébration du 75e anniversaire du débarquement de Provence en présence de deux chefs d'État africains[17].
- 24 au 26 août : 45e sommet du G7 à Biarritz.

### Septembre
- 3 septembre : Jean-Paul Delevoye et Jean-Baptiste Djebbari entrent au gouvernement.
- 12 septembre : Google France et Google Irlande acceptent de payer à la France 965 millions d'euros, qui correspondent à 465 millions d'euros dissimulés au fisc français (189 millions dissimulés plus les intérêts pour mettre fin aux procédures judiciaires) accompagnés de 500 millions d'euros d'amende pour fraude fiscale, ce qui met fin aux poursuites pour « fraude fiscale aggravée » engagées en 2015 par le parquet national financier[18],[19].
- 13 septembre : le maire de Levallois-Perret Patrick Balkany est condamné à 4 ans de prison avec incarcération immédiate et 10 ans d'inéligibilité, et sa femme et première adjointe Isabelle Balkany à 3 ans de prison (sans mandat de dépôt en raison de son état de santé) et 10 ans d'inéligibilité, pour fraude fiscale, après un procès de trois mois extrêmement médiatisé.
- 18 septembre : le Groupe 1981 rachète OUI FM à l'animateur Arthur[20].
- 20-23 septembre : édition 2019 du Z Event, qui parvient à lever plus de 3 millions d'euros de dons à l'Institut Pasteur, record mondial de levée de fonds pour un stream caritatif sur Twitch.
- 26 septembre : 
  - incendie de l'usine Lubrizol à Rouen.
  - Mort de Jacques Chirac, ancien président de la République (1995-2007).
- 29 et 30 septembre : hommage populaire à Jacques Chirac, puis deuil national et obsèques.

### Octobre
- 3 octobre :
  - l'attentat de la préfecture de police de Paris fait quatre morts, plus le terroriste abattu.
  - Éric Zemmour est écarté de RTL car les thèses qu'il défend ne seraient pas compatibles avec l'esprit des débats auxquels il participe sur cette antenne[21].
- 9 octobre : annonce de la découverte d'une nécropole romaine complète datant du Ier au IIIe siècle apr. J.-C. à Narbonne[22].
- 13 octobre : Christian Jacob est élu président du parti Les Républicains.
- 14 octobre : Le «prix Nobel d'économie» est remis à l'économiste française Esther Duflo, conjointement avec les économistes indo-américain et américain Abhijit Banerjee et Michael Kremer, pour leurs travaux sur la réduction de la pauvreté et des inégalités économiques.
- 19 octobre : retour du tramway d'Avignon après une absence de 87 années.
- 28 octobre : un homme tente d'incendier la mosquée de Bayonne, puis tire sur deux fidèles[23],[24].
- 29 octobre : le Centre européen du judaïsme est inauguré à Paris par le président Emmanuel Macron.

### Novembre
- 8 novembre : création du parc national de forêts aux confins de la Champagne et de la Bourgogne.
- 11 novembre : le Monument aux morts pour la France en opérations extérieures est inauguré à Paris, dans le parc André-Citroën ;
- 25 novembre : une collision entre deux hélicoptères entraîne la mort de 13 soldats français au Mali.

### Décembre
- 5 décembre : début d'un mouvement social (nombreuses grèves et manifestations) pour protester contre une réforme du régime des retraites, entre 806 000 (selon le Ministère de l'Intérieur) et 1 500 000 de personnes (selon les syndicats Confédération générale du travail et Force ouvrière) manifestent dans toute la France[25] ; si les estimations des syndicats sont exactes, cela en ferait une manifestation comparable à celles de 2010 et 1995[25]. À la SNCF et à la RATP, la grève reconductible dure jusqu'en janvier 2020.
- 11 décembre : Le premier ministre Édouard Philippe expose sa réforme des retraites. La grève ne s'essouffle pas.
- 14 décembre : Miss France 2020.
- 16 décembre : démission de Jean-Paul Delevoye, haut-commissaire aux Retraites.
- 21 décembre : l'intégration de la technologie DAB+ dans les récepteurs de radio proposés à la vente en France devient obligatoire[26].
- 31 décembre : arrêt définitif de l'émetteur Grandes Ondes d'Europe 1[27].

#### Articles sur l'année 2019 en France
- Liste des communes nouvelles créées en 2019.
- 2019 en Nouvelle-Calédonie

#### L'année sportive 2019 en France
- Championnat d'Europe masculin de volley-ball 2019
- Championnat d'Europe féminin de baseball 2019
- Championnat de France de football 2018-2019
- Championnat de France de football 2019-2020
- Coupe de France de football 2018-2019
- Championnat de France de rugby à XV 2018-2019
- Championnat de France de rugby à XV 2019-2020
- Championnat de France de basket-ball de Jeep Élite 2018-2019
- Championnat de France de basket-ball de Jeep Élite 2019-2020
- Championnats de France d'athlétisme 2019
- Championnats de France d'athlétisme en salle 2019
- Championnats de France de natation 2019
- Championnats de France de cyclisme sur route 2019
- Tour de France 2019
- Paris-Nice 2019
- 24 Heures du Mans 2019
- Grand Prix automobile de France 2019
- Tour de Corse 2019
- Grand Prix moto de France 2019
- Internationaux de France de tennis 2019
- Tournoi de tennis de Paris-Bercy (ATP 2019)
- Transat Jacques-Vabre 2019

#### L'année 2019 dans le reste du monde
- L'année 2019 dans le monde
- 2019 par pays en Amérique, 2019 au Canada, 2019 aux États-Unis
- 2019 en Europe, 2019 dans l'Union européenne, 2019 en Belgique, 2019 en Italie, 2019 en Suisse
- 2019 en Afrique • 2019 par pays en Asie • 2019 en Océanie
- 2019 aux Nations unies
- Décès en 2019